# Königs Wusterhausen (stacja kolejowa)
Königs Wusterhausen – stacja kolejowa w Königs Wusterhausen, w powiecie Dahme-Spreewald, w kraju związkowym Brandenburgia, w Niemczech. Stacja znajduje się na skraju centrum miasta i stosunkowo daleko od głównych osiedli mieszkalnych. 
Należy do stref C berlińskiej taryfy opłat i jest stacją końcową linii S46 z S-Bahn Berlin.
Według klasyfikacji Deutsche Bahn ma kategorię 4.

## Linie kolejowe
- Berlin – Görlitz
- Königs Wusterhausen – Grunow – (Frankfurt nad Odrą)
- Königs Wusterhausen – Töpchin (zlikwidowana)

## Połączenia

### Ruch dalekobieżny
| Linia | Trasa | Przewoźnik kolejowy | Takt                |
| ----- | --- | ------------------- | ------------------- |
| IC 56 | Chociebuż – Königs Wusterhausen – Berlin – Magdeburg – Hanower – Brema – Oldenburg – Emden – Norddeich Mole | DB Fernverkehr      | jedna para pociągów |

### Ruch regionalny i podmiejski
| Linia | Trasa | Przewoźnik kolejowy      | Takt (min)                                |
| ----- | --- | ------------------------ | ----------------------------------------- |
| RE 2  | Nauen – Berlin-Spandau – Berlin – Königs Wusterhausen – Lubin – Chociebuż | DB Regio                 | 060 min                                   |
| RE 7  | Dessau – Bad Belzig – Berlin – Königs Wusterhausen – Lubin – Senftenberg | DB Regio                 | 060 min                                   |
| RB 22 | Königs Wusterhausen – Port lotniczy Berlin – Saarmund – Poczdam-Pirschheide – Poczdam | DB Regio                 | 060 min                                   |
| RB 36 | Königs Wusterhausen – Storkow (Mark) – Beeskow – Frankfurt nad Odrą | Niederbarnimer Eisenbahn | 060 min 120 min (Beeskow–Frankfurt/Sa-So) |
| S46   | Westend – Messe Nord/ICC – Westkreuz – Halensee – Hohenzollerndamm – Heidelberger Platz – Bundesplatz – Innsbrucker Platz – Schöneberg – Südkreuz – Tempelhof – Hermannstraße – Neukölln – Köllnische Heide – Baumschulenweg – Schöneweide – Johannisthal – Adlershof – Grünau – Eichwalde – Zeuthen – Wildau – Königs Wusterhausen | S-Bahn Berlin            | 020 min                                   |